# Agustín
Agustín es un nombre propio masculino de origen latino en su variante en español. Proviene del latín Augustinus, que a su vez se deriva de Augustus (augusto; majestuoso), por lo que significa "relativo a augusto", o "perteneciente a Augusto", cuando relativo y perteneciente fundan semejanza; por tanto, "semejante a lo majestuoso". También se le puede adjudicar el mismo sentido que Augusto, "consagrado por los augures". Perteneciente a agosto. Patronímico de Augusto*. Este nombre fue popularizado por San Agustín de Hipona.

## Santoral
28 de agosto: San Agustín de Hipona.

## Variantes
- Femenino: Agustina.

| Variantes en otros idiomas | Variantes en otros idiomas |
| -------------------------- | -------------------------- |
| Español                    | Agustín                    |
| Albanés                    | Agustin                    |
| Aragonés                   | Agostín                    |
| Armenio                    | Ավգուստին (Avgowstin)      |
| Asturiano                  | Agustín                    |
| Azerí                      | Avqustin                   |
| Bretón                     | Augustin                   |
| Búlgaro                    | Августин (Avgustin)        |
| Catalán                    | Agustí                     |
| Checo                      | Augustinus                 |
| Corso                      | Agustinu                   |
| Danés                      | Augustin                   |
| Emiliano-romañolo          | Güstëin                    |
| Eslovaco                   | Augustín                   |
| Esloveno                   | Avguštin                   |
| Esperanto                  | Aŭgusteno                  |
| Estonio                    | Augustinus                 |
| Euskera                    | Augustin                   |
| Finlandés                  | Augustinus                 |
| Francés                    | Augustin                   |
| Galés                      | Awstin                     |
| Gallego                    | Agostiño                   |
| Griego                     | Αὐγουστῖνος (Augoustinos)  |
| Hebreo                     | אוגוסטינוס (Awgwstynws)    |
| Holandés                   | Augustinus, Augustijn      |
| Húngaro                    | Ágoston                    |
| Inglés                     | Augustine, Austin          |
| Irlandés                   | Agaistín                   |
| Islandés                   | Ágústínus                  |
| Italiano                   | Agostino                   |
| Latín                      | Augustinus                 |
| Letón                      | Augustīns                  |
| Lituano                    | Augustinas                 |
| Maltés                     | Wistin                     |
| Noruego                    | Augustin                   |
| Piamontés                  | Agustín                    |
| Polaco                     | Augustyn                   |
| Portugués                  | Agostinho                  |
| Rumano                     | Augustin                   |
| Ruso                       | Августин (Avgustin)        |
| Samogitiano                | Augostėns                  |
| Sardo                      | Agustìnu                   |
| Serbio                     | Августин (Avgustin)        |
| Siciliano                  | Augustinu                  |
| Sueco                      | Augustinus                 |
| Turco                      | Augustinus                 |